# 舊新約聖書
『舊新約聖書 文語訳』あるいは『文語訳聖書』とは、文語体の日本語に訳された聖書のひとつ。
日本語で単に文語訳聖書と言えば、あるいは聖書に関して文語訳と言えば、ほとんどの場合、主に日本聖書協会が今日、目録番号の冒頭にJLを付して出版するこの文語訳『舊新約聖書』を指す。
書名はほかにも、奥付などには、その類にしたがって『大形文語聖書』『小形印照つき文語聖書』などのようにあるほか、同協会のウェブ上では同様に『文語訳 大型聖書』『文語訳　小型聖書』などとあり、表紙や背表紙、外函などでは同じく『舊新約聖書 文語訳』『舊新約聖書 印照附』などとある。抜粋のものには『文語訳 小型新約聖書詩篇附』などがある。
なお、「舊」は「旧」の異体字である。「訳」の異体字に「譯」があるが、『舊新約聖書 文語譯』などとはしないようである。
元来、この翻訳は大英国聖書会社、米国聖書会社、北英国聖書会社の日本支社の共同事業であった。
1874年、ヘボン、ブラウンらからなる翻訳委員社中によって新約聖書の翻訳がはじまり、約5年半の歳月をへて完成。1878年に聖書常置委員会が組織され、これによる旧約聖書が1887年完成。今日、これらをあわせて『明治元訳聖書』という。この旧約部分と、1917年に新約聖書のみ完成した『大正改訳聖書』が本書に収録されている。
これらをあわせて考えると、明治期より昭和中期ごろまでに、日本でもっとも普及した聖書であると言える。広く日本の思想・文学に影響を与えた、愛読者が絶えない名訳である。
購入は各社オンラインショップや、キリスト教書店や、各地の一般書店でも取り寄せ可能である。
パブリックドメイン化もされ、有志による電子書籍版が安価もしくは無料で入手できる。
エホバの証人は、日本語版『新世界訳』全訳を最初に発行する1982年まで主要な聖書として使用してきた。彼らの組織の出版物では、本書について「この翻訳では,創世記 2章4節を初めとして,一貫してエホバという名が用いられています」と述べているが、正しくは「ヱホバ」である。

## ISBN
小型クロス装文語聖書 JL43
ISBN 978-4-8202-1275-1
小型ビニールクロス装文語聖書 JL44
ISBN 978-4-8202-1315-4
小型折革装文語聖書 JL49S
ISBN 978-4-8202-1276-8
大型クロス装文語聖書 JL63
ISBN 978-4-8202-1235-5
ISBN 4-8202-1136-6
ISBN 4-8202-1027-0
大型合成皮革装文語聖書 JL65
ISBN 4-8202-1028-9
大型折革装文語聖書 JL69S
ISBN 978-4-8202-1236-2
ISBN 4-8202-1137-4
ISBN 4-8202-1029-7
大型講壇用革装文語聖書 JL98
ISBN 4-8202-0050-X
小型クロス装文語聖書引照つき JLO43
ISBN 4-8202-1007-6
ISBN 4-8202-0046-1
小型折革装文語聖書引照つき JLO49S
ISBN 4-8202-1016-5
ISBN 4-8202-0047-X
中型クロス装文語聖書引照つき JLO63
ISBN 978-4-8202-1340-6 (復刻版)
ISBN 4-8202-1008-4
ISBN 4-8202-0048-8
中型折革装文語聖書引照つき JLO69S
ISBN 4-8202-1021-1
ISBN 4-8202-0049-6

### 新約聖書 詩編つき
旧約聖書がほとんど収録されていないため『舊新約聖書』という書名は付されないが、関連性を重視し本セクションに併記する。
小型クロス装文語新約聖書詩編つき JL343 ※文字の大きさ7ポイント
ISBN 978-4-8202-3218-6
小型クロス装文語新約聖書詩編つき JLR353 ※文字の大きさ8.5ポイント
ISBN 4-8202-2012-8
ISBN 4-8202-0052-6
中型クロス装文語新約聖書詩編つき JLR373
ISBN 4-8202-0051-8
大型クロス装文語新約聖書詩編つき JLR383
ISBN 4-8202-0053-4

### 文庫判
ほぼ同内容であり、関連性を重視し本項に併記、電子書籍も刊行された。
- 『文語訳聖書』岩波文庫 全5巻（全巻解説鈴木範久）、2014-2015年。ISBN 978-4002012100（全巻組、2016年）
ISBN 400-3380339, 400-3380347, 400-3380355, 400-3380363, 400-3380371
  - 『文語訳新約聖書　詩篇付』 ISBN 978-4003380338。ワイド版（この巻のみ）も刊 ISBN 978-4000073752
  - 『文語訳旧約聖書I 律法』 - 創世記・出エジプト記・レビ記・民数紀略・申命記 ISBN 978-4003380345
  - 『文語訳旧約聖書II 歴史』- ヨシュア記・士師記・ルツ記・サムエル書・列王紀略・歴代志略・エズラ書・ネヘミヤ記・エステル書 ISBN 978-4003380352
  - 『文語訳旧約聖書III 諸書』- ヨブ記・詩篇・箴言・伝道之書・雅歌 ISBN 978-4003380369
  - 『文語訳旧約聖書IV 預言』- イザヤ書・ヱレミヤ記・ヱレミヤ哀歌・エゼキエル書・ダニエル書・ホセア書・ヨエル書・アモス書・オバデヤ書・ヨナ書・ミカ書・ナホム書・ハバクク書・ゼパニヤ書・ハガイ書・ゼカリヤ書・マラキ書 ISBN 978-4003380376

### キリスト教会
1. ↑  バイブルハウス南青山『文語訳聖書とは』
2. ↑  日本聖書協会 『文語訳 小型聖書』(「明治初期、J.C.ヘボンを中心とした委員会が翻訳し、広く日本の思想・文学に影響を与えた旧新約聖書です。スマートかつコンパクトに仕上げました」と書いてある)
3. ↑  バイブルハウス南青山『日本語文語訳聖書』(「ヘボンらを中心とした翻訳委員社中および聖書翻訳出版常置委員会により翻訳され、聖書協会として初めて発行した記念すべき日本語聖書。愛読者が絶えない名訳です」と書いてある)
4. ↑  “文語訳 大型聖書 JL63”.   biblehouse.jp. 2018年10月20日閲覧。

### その他の宗教
1. ↑  ものみの塔聖書冊子協会（エホバの証人）「エホバ」『聖書から論じる』 88ページ、1985年、1989年、2009年。